# San Juan Ahuehueyo
San Juan Ahuehueyo är en ort i Mexiko.   Den ligger i kommunen Ayala och delstaten Morelos, i den sydöstra delen av landet, 80 km söder om huvudstaden Mexico City. San Juan Ahuehueyo ligger 1 170 meter över havet och antalet invånare är 2 325.
Terrängen runt San Juan Ahuehueyo är kuperad österut, men västerut är den platt. Runt San Juan Ahuehueyo är det ganska tätbefolkat, med 104 invånare per kvadratkilometer. Närmaste större samhälle är Cuautla Morelos, 10,6 km norr om San Juan Ahuehueyo. Omgivningarna runt San Juan Ahuehueyo är en mosaik av jordbruksmark och naturlig växtlighet.